# Bajerov
Bajerov (em húngaro: Bajor) é um município da Eslováquia, situado no distrito de Prešov, na região de Prešov. Tem 6,63 km² de área e sua população em 2018 foi estimada em 442 habitantes.

## Demografia
| Ano:        | 1994 | 2004   | 2014   | 2024    |
| ----------- | ---- | ------ | ------ | ------- |
| Broj ljudi: | 427  | 439    | 457    | 409     |
| Razlika:    |      | +2,81% | +4,10% | -10,50% |

| Ano:               | 2023 | 2024   |
| ------------------ | ---- | ------ |
| Número de pessoas: | 415  | 409    |
| Diferença:         |      | -1,44% |